# Indotyphlops malcolmi
Indotyphlops malcolmi — вид змій родини сліпунів (Typhlopidae). Ендемік Шрі-Ланки. Вид названий на честь британського герпетолога Малкольма Артура Сміта.

## Поширення і екологія
Indotyphlops malcolmi мешкають в околицях Тринкомалі на сході острова Шрі-Ланка. Вони живуть в прибережних лісах, серед піщаних дюн, на кокосових плантаціях і в сухих тропічних лісах.

## Збереження
МСОП класифікує цей вид такий, що перебуває під загрозою зникнення. Indotyphlops malcolmi загрожує знищення природного середовища.